# 粟野駅
粟野駅（あわのえき）は、福井県敦賀市野坂にある、西日本旅客鉄道（JR西日本）小浜線の駅である。

## 歴史
- 1917年（大正6年）12月15日：官設鉄道（後に日本国有鉄道）小浜線の敦賀駅 - 十村駅間の開通により開業[1][2][3]。旅客・貨物の取扱を開始[1]。
- 1973年（昭和48年）3月15日：荷物扱い廃止[4]。出札・改札業務を停止し旅客業務について無人化[5]。運転要員は継続配置[5][6]。
- 1980年（昭和55年）9月25日：貨物の取扱を廃止[1][注釈 1][8]。
- 1986年（昭和61年）11月1日：小浜線への特殊自動閉塞導入により、運転業務について無人化。近距離乗車券の発売は継続。
- 1987年（昭和62年）4月1日：国鉄分割民営化により、西日本旅客鉄道の駅となる[1]。
- 1991年（平成3年）4月1日：無人化。
- 2004年（平成16年）
  - 1月：旧駅舎解体[9]。
  - 3月：現駅舎完成[10]。

## 駅構造

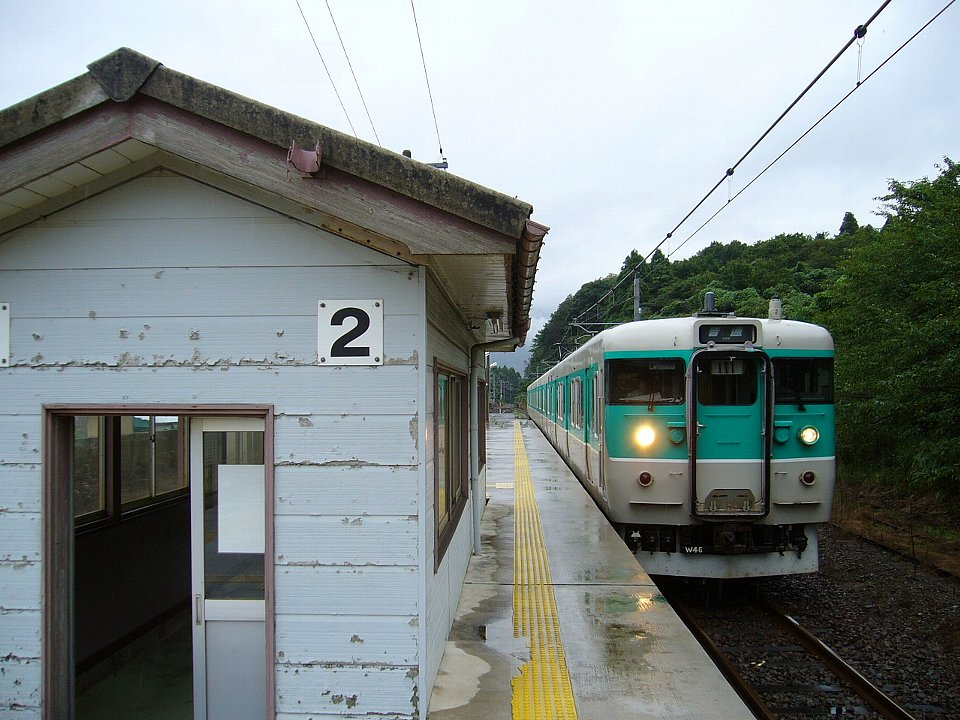
2番線へ進入する113系電車
（2006年9月）

島式ホーム1面2線を有する地上駅である。ホームへは構内踏切を渡る。
かつては鉱山への支線があり、大日本帝国陸軍省（現在跡地は国立病院機構および団地）が所在していたため、当駅から出征するなど栄えたが、利用者の減少により無人駅になった（現在の管理は金沢支社）。1917年からほとんどそのままの状態の駅舎があったが、直流電化に伴って新築され、敦賀市が交流施設を併設している。また隣接して変電所が設置された。配線が一線スルーでないため、入出線の際は50km/hの制限を受ける。ホームの南側には留置線があり、ホームと駅舎間はスロープが設置されている。トイレは駅舎内に設けられている。

### のりば
| のりば | 路線    | 方向 | 行先             |
| ------ | ------- | ---- | ---------------- |
| 1      | ■小浜線 | 下り | 敦賀方面         |
| 2      | ■小浜線 | 上り | 小浜・東舞鶴方面 |

## 利用状況
JR西日本の移動等円滑化取組報告書によると、2023年（令和5年）度の1日平均乗降人員は108人である。
「福井県統計年鑑」によれば、近年の1日平均乗車人員は以下の通り。
| 年度   | 1日平均 乗車人員 |
| ------ | ---------------- |
| 1997年 | 67               |
| 1998年 | 71               |
| 1999年 | 56               |
| 2000年 | 46               |
| 2001年 | 48               |
| 2002年 | 51               |
| 2003年 | 47               |
| 2004年 | 44               |
| 2005年 | 39               |
| 2006年 | 43               |
| 2007年 | 49               |
| 2008年 | 51               |
| 2009年 | 53               |
| 2010年 | 48               |
| 2011年 | 44               |
| 2012年 | 50               |
| 2013年 | 68               |
| 2014年 | 73               |
| 2015年 | 70               |
| 2016年 | 66               |
| 2017年 | 61               |
| 2018年 | 76               |
| 2019年 | 74               |
| 2020年 | 63               |
| 2021年 | 55               |

## 駅周辺

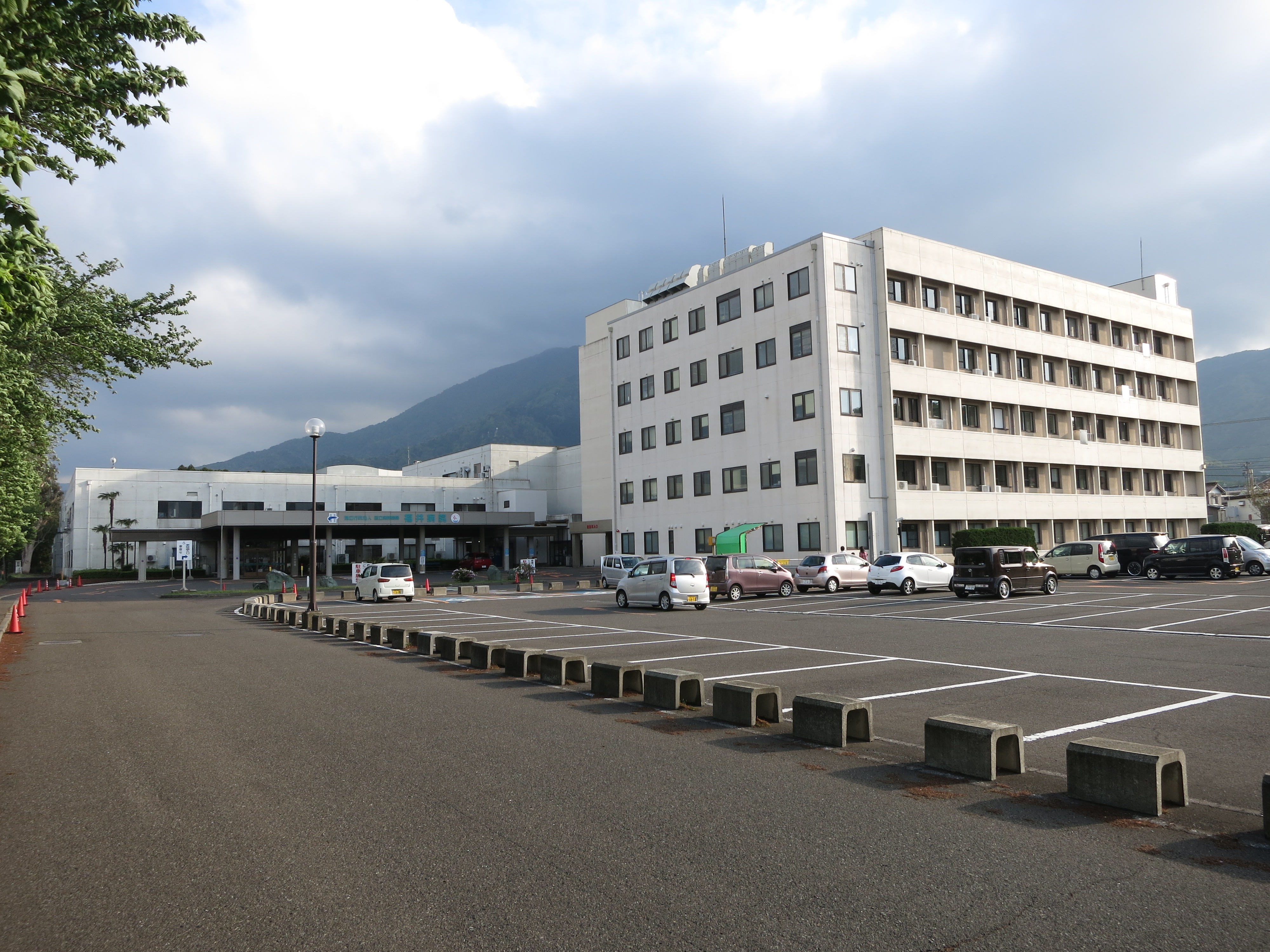
国立病院機構敦賀医療センター

高台の上にあり、駅前から福井県道143号線が延びる。この福井県道は井の口川に沿うように延びており、国立病院（国立病院機構敦賀医療センター）の前を経て国立病院交差点に至る。この交差点付近には金山体育館や桜ケ丘団地があるが、ともに駅からはやや離れている。なお、国道27号（金山バイパス）は同交差点から更に北へ離れた所を通っている。
ちなみに、駅付近には「ふるさと夢街道」という広域農道が通っており、関地区から福井県立敦賀工業高等学校間のバイパス道路として機能している。なお、敦賀市コミュニティバスの「野坂」停留所はこの道路沿いに設けられている。
- 国立病院機構敦賀医療センター
- 福井県道143号松原粟野停車場線
- 福井県道225号敦賀美浜線
- ふるさと夢街道（広域農道）
- 井の口川 - 駅から少し離れた西側で小浜線と交差する河川。

## 隣の駅
西日本旅客鉄道（JR西日本）
■小浜線
西敦賀駅 - 粟野駅 - 東美浜駅